# Psilotaphria
Psilotaphria là một chi bướm đêm thuộc họ Geometridae.